# Gerald Strickland
Lord Gerald Strickland (Valletta, 24 maggio 1861 – Attard, 22 agosto 1940) è stato un politico maltese, Primo ministro di Malta nel periodo coloniale dal 9 agosto 1927 al 21 giugno 1932 nonché Governatore delle Isole Sottovento, della Tasmania (28 ottobre 1904 – 20 maggio 1909), dell’Australia Occidentale (31 maggio 1909 – 16 marzo 1913) e del Nuovo Galles del Sud (14 marzo 1913 – 27 ottobre 1917).

## Biografia
Gerald Paul Joseph Cajetan Carmel Antony Martin Strickland, sesto Conte della Catena e primo barone Strickland, nacque a Valletta dall'ufficiale della Royal Navy Walter Strickland e da Maria Aloysia Bonici-Mompalao. 
Studiò al St. Mary's College di Oscott e poi al Trinity College di Cambridge. Dopo la laurea in Legge, divenne maggiore del King's Own Malta Regiment.
Nel 1886 venne eletto nel consiglio del Governo di Malta e l'anno seguente accompagnò Fortunato Mizzi (fondatore del partito nazionalista maltese) alla prima conferenza coloniale di Londra che adottò la nuova costituzione maltese, modellata in buona parte sulle proposte dei due uomini politici.
Dopo aver ricoperto alcuni incarichi politici minori, nel 1903 venne trasferito, a causa della difficile situazione politica creatasi a Malta tra lui e Fortunato Mizzi, nonché in un tentativo del governo centrale britannico di indebolire le opposizioni al governatore della colonia che la recente costituzione aveva reso legittime, e nominato Governatore delle Isole Sottovento, nelle Antille. Trasferito nuovamente per ricoprire la stessa posizione in diversi possedimenti britannici (dal 1904 in Tasmania, dal 1909 in Australia Occidentale, dal 1913 in Nuovo Galles del Sud), nel 1917 fece ritorno a Malta e fondò il partito anglo-maltese, che nel 1921 diverrà il Partito Costituzionale, di cui fu il primo leader e che portò nelle elezioni dello stesso anno, le prime del corpo legislativo della piccola isola, ad ottenere una nutrita rappresentanza nel nuovo parlamento; Strickland venne così nominato capo dell'opposizione. Nel 1924 venne eletto alla Camera dei Comuni tra le file del partito conservatore.
Nelle elezioni del 1927 ottenne la maggioranza dei seggi nell'Assemblea legislativa maltese e divenne così primo ministro, iniziando gradualmente a ridurre il ruolo ufficiale della lingua italiana, la quale perse costantemente importanza (sotto il suo mandato venne garantito per la prima volta l'uso obbligatorio della lingua maltese durante i procedimenti giudiziari civili e penali). Fortemente osteggiato dalla Chiesa maltese, di cui combatté le ingerenze politiche, sfuggì ad un tentativo di assassinio e fu costretto a dimettersi nel 1932.
Tornato all'opposizione, orientò la sua attività politica al contrasto alla formazione di un governo filo-italiano. Nel 1935 fondò il Times of Malta, col tempo destinato a diventare il più diffuso sull'isola. Con la restaurazione dell'assemblea legislativa maltese a seguito dell'adozione di una nuova costituzione nel 1939, Lord Strickland ricoprì l'incarico di leader della maggioranza nel Consiglio del Governo prima della morte, sopravvenuta nell'agosto 1940. 
È sepolto nella cappella di famiglia nella Cattedrale di San Paolo a Mdina.

## Vita privata
Strickland si sposò due volte. Dalla prima moglie, Lady Edeline Sackville-West (1870–1918), ebbe otto figli: due maschi che morirono in giovane età, e sei femmine.
Nel 1926, dopo la morte di Lady Edeline, si risposò con Margaret Hulton.
Una delle sue figlie, Mabel Strickland, fu a lungo alla guida del Times of Malta, quotidiano da lui fondato.